# Charles de La Bédoyère
Charles Angélique François Huchet, conde de La Bédoyère (París, 17 de abril de 1786-ibídem, 19 de agosto de 1815) fue un militar francés que alcanzó el rango de general de brigada, que fue fusilado por su marcha junto a Napoleón Bonaparte durante los Cien Días. 

## Primeros años

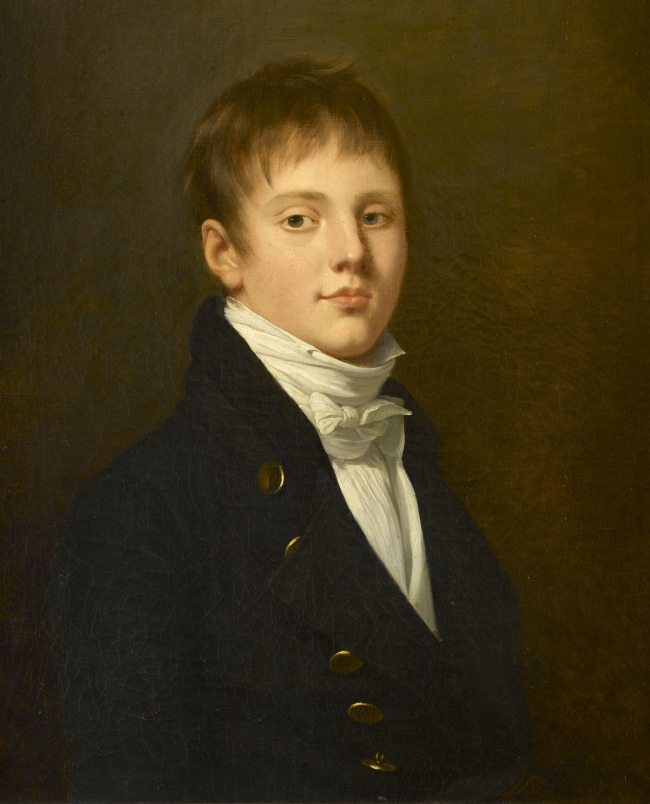
Retrato de Charles Angélique François Huchet, conde de La Bédoyère (1786-1815), Robert Lefèvre, 1803, colección del Castillo de Malmaison.

De una antigua familia de magistrados bretones, hijo de Charles-Marie-Philippe Huchet de La Bédoyère (1751-1809) y Félicité-Judith des Barres (1757-1817), Charles Angélique François Huchet entró en el servicio a la edad de veinte años.
Después de haber realizado, en el cuerpo de los gendarmes de ordenanza (donde La Bédoyère era un simple soldado y luego un oficial), las campañas de Prusia (1806) y Polonia (1807) durante la Cuarta Coalición, acompañó al mariscal Jean Lannes en la Guerra de la Independencia Española como edecán. (1808), fue herido en la batalla de Tudela, y siguió a su líder a Alemania (1809) durante la Quinta Coalición.
Se distinguió por su intrepidez en la batalla de Ratisbona, recibió una nueva herida en la batalla de Aspern-Essling y se incorporó al personal del príncipe Eugène de Beauharnais, donde se convirtió en ayudante de campo.
Comandante del batallón en 1811, todavía tomó una parte activa y brillante en la campaña rusa, obtuvo el rango de coronel, luego comandó el regimiento de línea 112 en Sajonia en 1813, en Lützen, Bautzen y la captura de Goldberg el 23 de agosto. Todavía herido en esta última por un disparo en el muslo izquierdo, regresó a Francia, donde se casó con la doncella Georgine de Chastellux en noviembre de 1813.
Cuando los aliados se presentaron frente a París, se puso a disposición del comandante.
Después del Tratado de Fontainebleau, su familia, que buscaba convertirlo a las ideas realistas, obtuvo para él la cruz de San Luis y el mando del séptima regimiento de infantería del ejército de tierra francés, estacionado en Grenoble.

## Cien Días

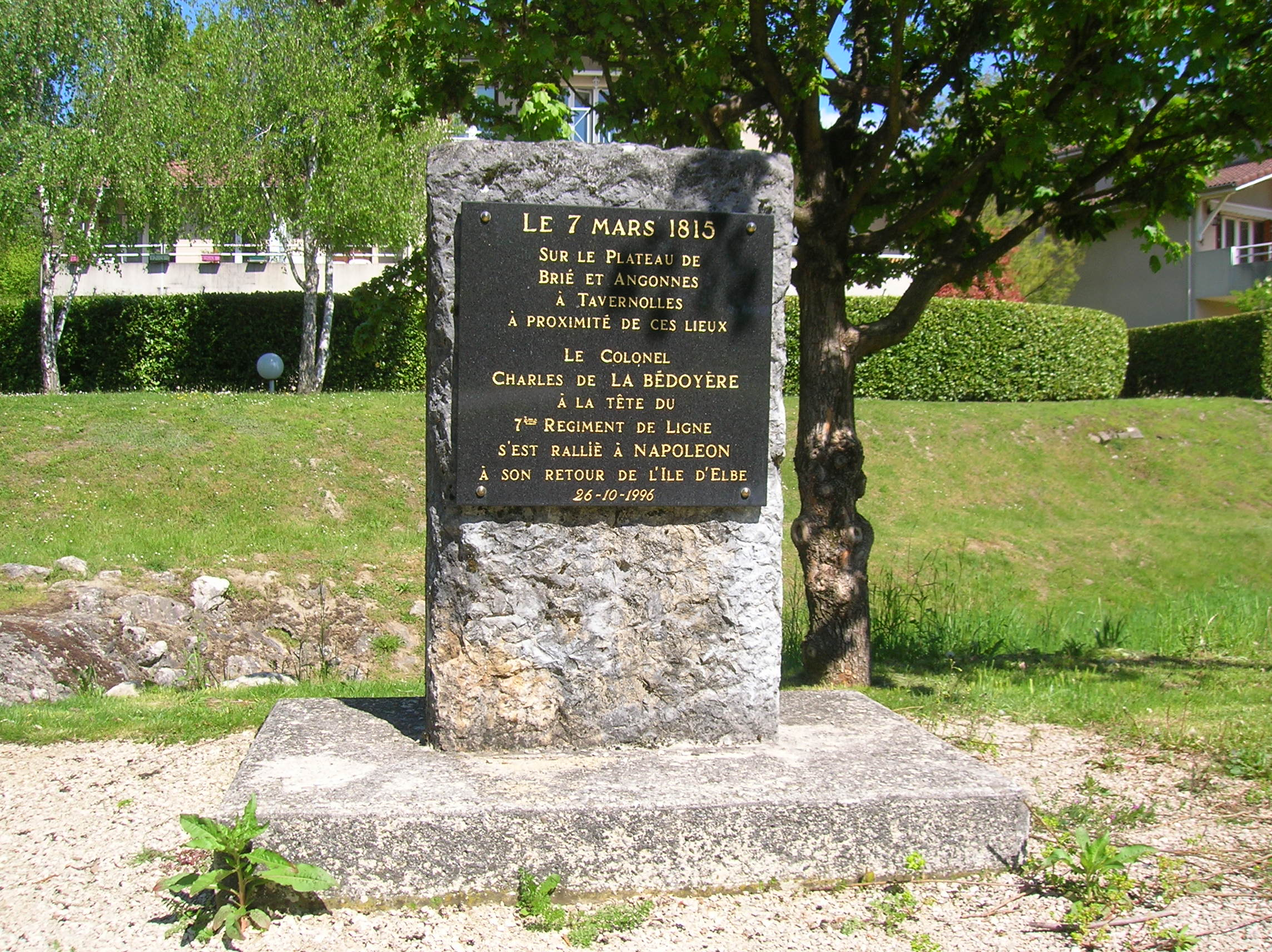
Placa conmemorando el lugar donde La Bédoyère y su regimiento se encontraron con Napoleón en Tavernolles.

El regreso de Napoleón Bonaparte de la isla de Elba pronto lo devolvió al grupo del emperador. Bonaparte había visto crecer su escolta en pequeños destacamentos, cuando todo un regimiento se le unió en la aldea de Tavernolles en Brié-et-Angonnes: era el regimiento de La Bédoyère. El coronel, al acercarse al Emperador, no tuvo miedo de darle sabios consejos:

«Señor, no más ambición, no más despotismo; queremos ser libres y felices. Su Majestad debe abjurar del sistema de conquista y poder extremo que ha causado la desgracia de Francia y la suya».

Si La Bédoyère tenía algunas ilusiones al respecto, los primeros decretos imperiales tenían la naturaleza de disiparlas. Al enterarse de que estaba a punto de ordenarse la incautación de los bienes de los miembros del gobierno provisional de 1814, exclamó: «¡Todo terminará pronto!».
El emperador no lo nombró menos general de brigada, su ayudante de campo, y pronto será un general de división. Al mismo tiempo, La Bédoyère fue llamado, el 2 de junio de 1815, a la nobleza. «Su modestia se asombró ante tantos honores. Además, su dedicación no flaquea».

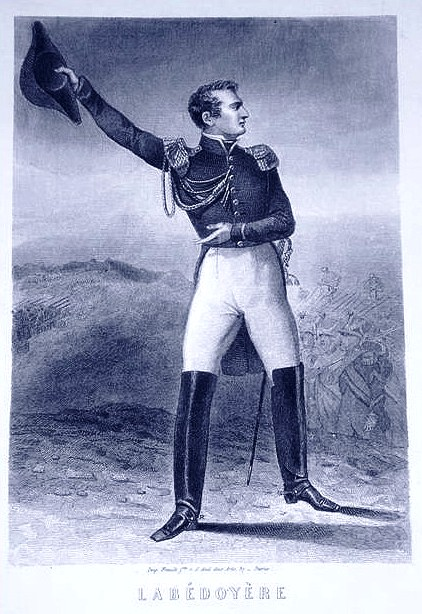
La Bédoyère.

Uno de los últimos en estar en el campo de la batalla de Waterloo, donde acababa de distinguirse, regresó después de este «desastre» para ocupar su asiento en la Cámara de los Pares, durante el período conocido como los «Cien Días». Se mostró un firme partidario de los derechos de Napoleón II a la corona (reunión del 22 de junio de 1815), y sostuvo que era por su hijo por lo que el emperador había abdicado. Un recuento de la época cita:

«¿Será necesario?», dijo en medio de interrupciones y llamadas al orden, «¿Que todavía ha de correr sangre francesa para pasar bajo el odioso yugo del extranjero, para inclinar la cabeza ante un gobierno degradado? ¿Ver a nuestros valientes guerreros bañados de humillación y amargura y privados de la existencia por sus servicios, sus heridas, la gloria de la nación? He escuchado voces alrededor del trono del soberano feliz; se están alejando de eso hoy que está en desgracia. La abdicación de Napoleón es indivisible. Si no queremos reconocer a su hijo, debe empuñar la espada, rodeado de franceses que han derramado su sangre por él y que todavía están cubiertos de heridas. Será abandonado por viles generales que ya lo han traicionado».

Al proponer que cualquier francés que abandonara su bandera se notara en la infamia y viese «su casa arrasada y su familia proscrita», añadió a la exasperación de varios de sus compañeros con estas palabras:

«Así que no más traidores, no más maniobras que provocaron las últimas catástrofes y de las que quizás algunos autores se sientan aquí.

Y para agregar:

Hay traidores entre los pares, ¡durante diez años solo hemos escuchado voces bajas en Luxemburgo!».

El presidente de la cámara lo llama al orden y André Masséna le dice: «Joven, te estás olvidando de ti mismo». Para él, La Bédoyère había predicho el destino que le esperaría a él mismo.

«Si las Cámaras se aíslan del Emperador, mi destino no está en duda. ¡Me dispararán primero!».

## Arresto y juicio

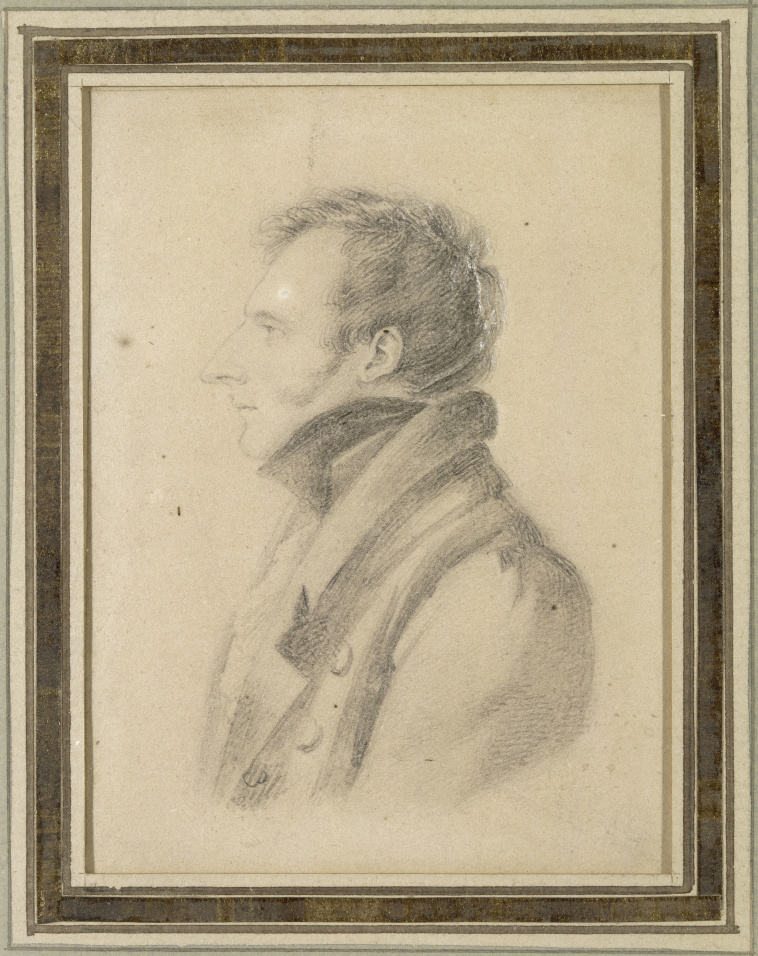
Charles de La Bédoyère, dibujo de Hortensia de Beauharnais, hacia 1815.

Después de la rendición de París, La Bédoyère siguió al ejército más allá del Loira y luego se instaló en Riom. Se le informó que la ley de amnistía lo había incluido entre las excepciones y que, nombrado en la ordenanza del 24 de julio de 1815, sería llevado ante un consejo de guerra. El coronel -porque la Restauración había considerado nulo cualquier rango de general conferido durante los Cien Días- abandona Riom, provisto de un pasaporte en blanco para ir a América, que le había expedido Joseph Fouché, e intenta trasladarse hacia Suiza.
Lo habría logrado sin trabas, si no hubiera tenido la idea de pasar por París de antemano, ya sea porque no pudo resistir el deseo de encontrarse con su esposa e hijo, o porque lo había hecho con el proyecto de conspirar contra el gobierno real restaurado. Denunciado por un oficial de la gendarmería que lo acompañaba en el vagón mensajero real, fue inmediatamente objeto de una estrecha vigilancia: se sabe que lo habían llevado a una casa en el número 5 de la rue du Faubourg-Pescadería de la señora de Fontry; siendo seguido su rastro, es capturado y arrestado el 2 de agosto de 1815. Fouché, que el mismo día dio una gran fiesta con motivo de su matrimonio con la señorita de Castellane, se entera en medio de los bailes de esta detención, que no había ordenado él mismo y que por lo tanto no pudo prevenir.
Implicado en una trama recientemente descubierta, La Bédoyère es llevada a la Prisión de la Abadía. Sus amigos y familiares, muchos de los cuales eran realistas, intentan secuestrarlo. Pero el proyecto, incluso apoyado por el carcelero, fracasa torpemente en el último momento. La Bédoyère encontró un defensor inteligente y valiente en Benjamin Constant, quien escribió, el 11 de agosto de 1815, en forma de carta al rey, una memoria en la que decía: «Creo, en interés del trono, que una mitigación de la pena, una detención severa en un castillo fortificado, es mejor que la sangre de este joven derramada en la llanura de Grenelle. Creo que este acto de clemencia sería una promesa de reconciliación con nuestro desafortunado ejército». Estas opiniones no serán escuchadas.
Trasladado, el 2 de agosto, ante el 2.° Consejo Permanente de Guerra de la 1.° División Militar, la Bédoyère compareció, el 9 de agosto, ante este consejo, integrado por Anne Pierre de Bertier de Sauvigny, ayudante-comandante, que presidía; Mazenot de Mondésir, ayudante-comandante; Durand de Sainte-Rose, ayudante-comandante; Saint-Just, comandante de batallón, adjunto del estado mayor; Lentivi, capitán adjunto del estado mayor; Boulnois, teniente de la gendarmería del departamento del Sena; el Sr. Viotti, jefe de batallón, asistente de personal, desempeñando las funciones de fiscal; y el señor Gaudriot, capitán de la gendarmería del departamento del Sena, haciendo las de relator. Fue acusado de «traición, rebelión y contratación».
La Bédoyère se defiendió con calma y sencillez:

«Pude engañarme a mí mismo en cuanto a los verdaderos intereses de Francia; puede que me hayan descarriado las ilusiones, los recuerdos, las falsas ideas del honor; es posible que la patria le diera a mi corazón un lenguaje quimérico. Pero la grandeza de los sacrificios que he hecho, al exponerme a romper los lazos más queridos, prueba que ningún motivo de interés personal entró en mi conducta. No tengo ni la intención ni la posibilidad de negar hechos públicos y notorios; pero protesto porque no participé en ningún complot que precedió al regreso de Buonaparte; Incluso estoy convencido de que no hubo [conspiración] para traer de vuelta a Buonaparte de Elba ...».

El 15 de agosto fue condenado a la pena de muerte por unanimidad, como culpable:
1. Por rebelión y traición, no por contratación;
2. Por no haber aprovechado la demora de ocho días concedida por el real decreto a todos los traficantes de Bonaparte para volver al servicio.[2]

## Ejecución

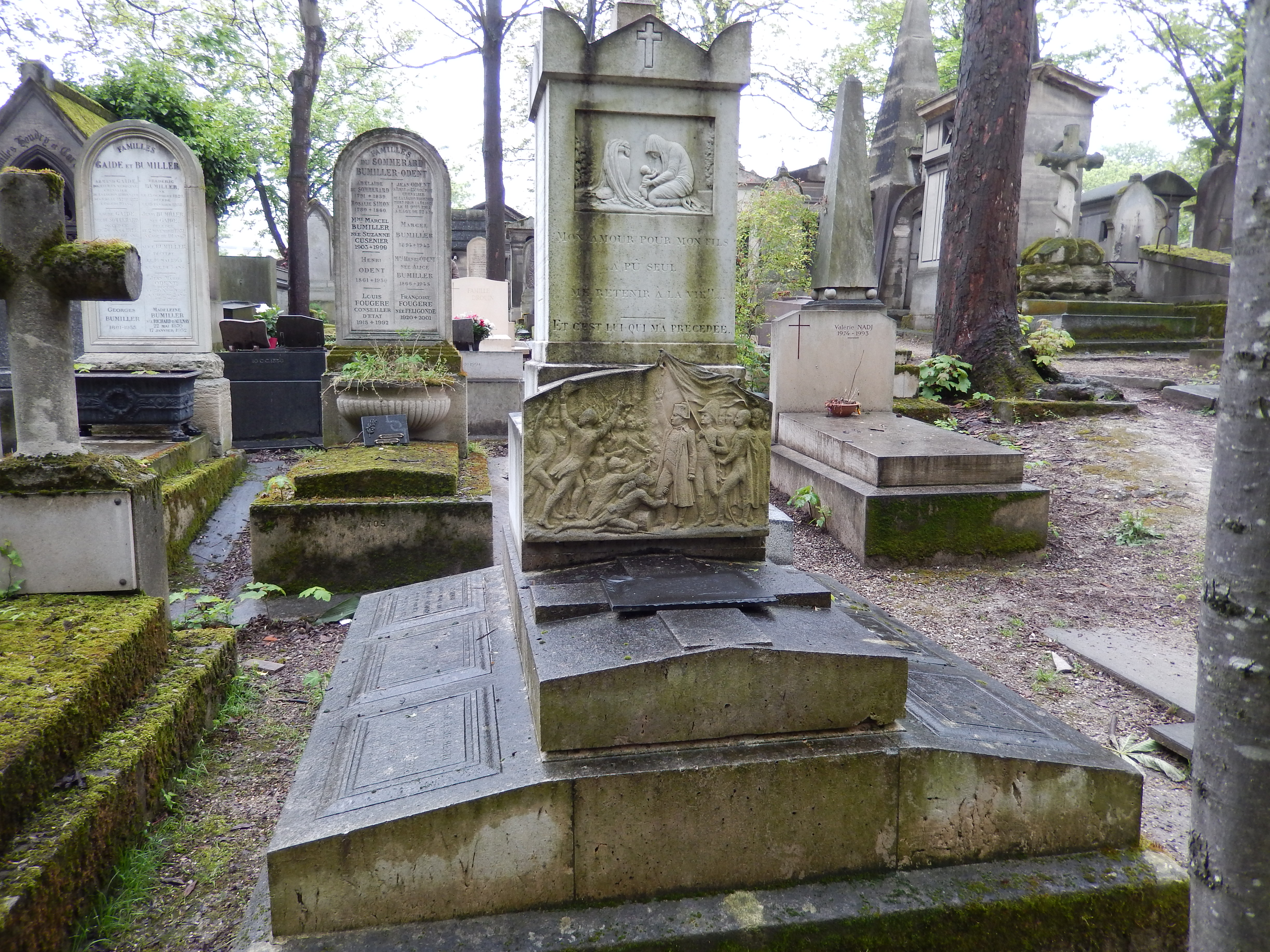
Tumba de La Bédoyère en el cementerio de Père-Lachaise.

El día 19, la junta de revisión se pronunció sobre su apelación, que fue desestimada, a pesar de una elocuente súplica de François Mauguin.
Ese mismo día, a las seis y media de la tarde, luego de que todas las representaciones de su familia al rey no tuvieron éxito, fue ejecutado en la llanura de Grenelle, en la barrera «Ministerial» 8. Fue asistido en el último momento por un sacerdote que lo había criado. Avanzando al frente del pelotón de veteranos a cargo de la ejecución, les dijo, mostrando su corazón:

¡Aquí es donde tienen que impactar!

El 22 de agosto de 1815, su cuerpo fue trasladado al cementerio de Père-Lachaise, en la 16.ª división (1.ª línea frente a la 17.ª división). Su hijo Georges se unió a él en 1867 y Georgine en 1871.

### Reacción de Napoleón desde Santa Elena

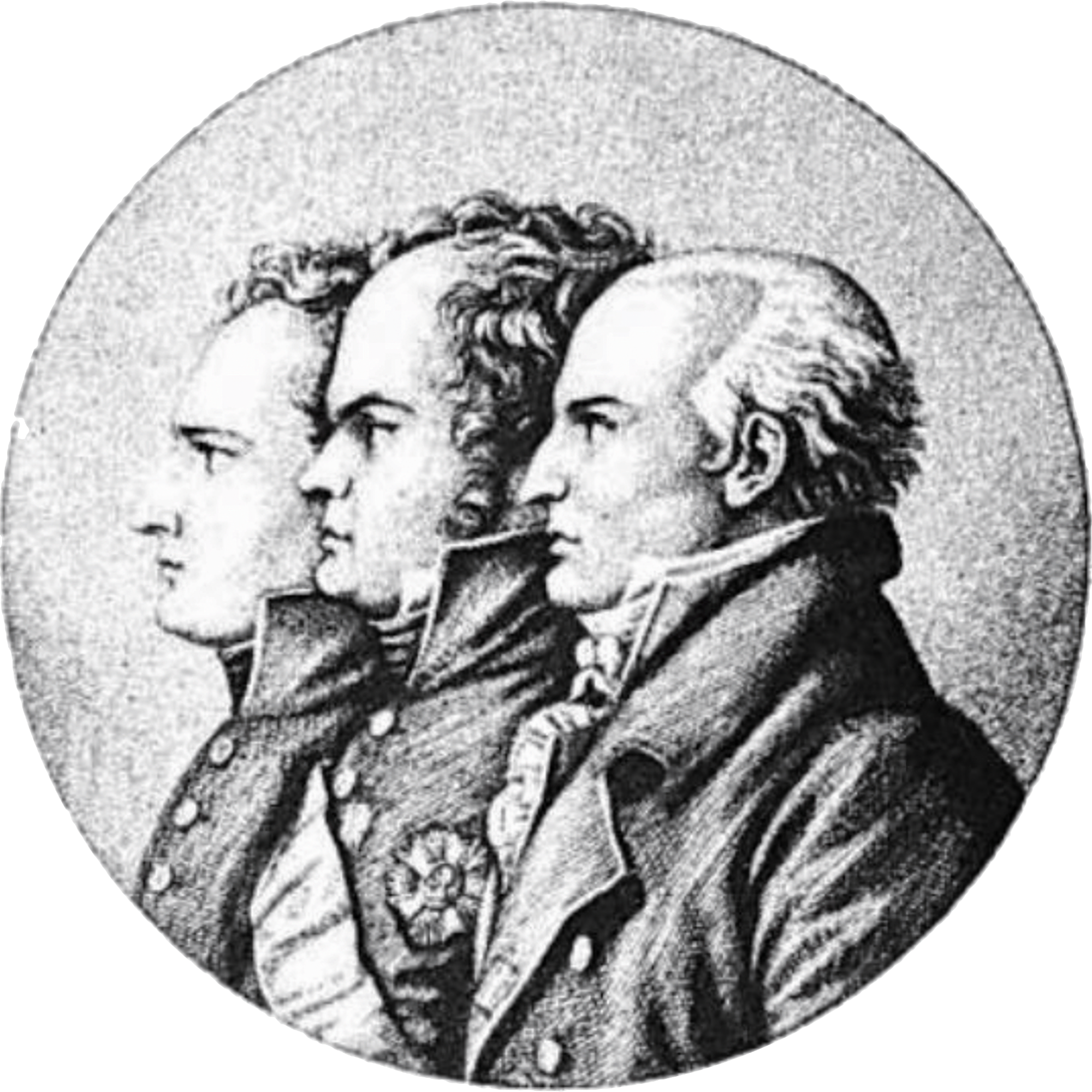
De izquierda a derecha: La Bédoyère, Ney y Lavalette, Biblioteca Municipal de Grenoble.

En Santa Helena, fue a través de Gaspard Gourgaud, que lo había leído en los periódicos recibidos, que Napoleón Bonaparte se enteró de la muerte de Charles de La Bédoyère. Era el 7 de diciembre de 1815: el día en el que también fue ejecutado el mariscal Michel Ney.

«El coronel de La Bédoyère estaba animado por los sentimientos más nobles; había sido ayudante de campo del mariscal-duque de Montebello [Jean Lannes] y del virrey de Italia. Un joven de unos treinta años, había sido criado desde una edad temprana a los gritos de '¡Viva el Emperador!' y se embriagó con la gloria de Francia. La conducta de los Borbones, su esclavitud en el extranjero, la deshonra con que cubrieron la nación, habían rebelado todos los sentimientos de su alma, y, aunque su familia, una de las antiguas familias de Bretaña, estaba adscrita a la corte de los Borbones, permaneció constantemente en la oposición, estremeciéndose por la degradación de Francia, y gritó con todos sus deseos, con grandes gritos, el que Francia quería y que tanto temían los extranjeros. Napoleón lo recibió y lo elogió por su generosa devoción, hubo coraje, porque fue el primero en unirse al emperador, y lo había hecho con valentía, en medio de la plaza de Grenoble. No había ningún sentimiento personal en este acto, ninguna visión de ambición, ni siquiera un sentimiento de amor propio».
—Emmanuel de Las Cases, El memorial de Santa Helena.

En su testamento, fechado el 15 de abril de 1815, el emperador legó 100 000 francos a los hijos de La Bédoyère. En su codicilo (fechado el 24 de abril de 1821) les añadió la suma de 50 000 francos.